# Port lotniczy Marsa Matruh
Port lotniczy Marsa Matruh (IATA: MUH, Kod lotniska ICAO: HEMM) – port lotniczy położony w Matruh, w Egipcie. W 2007 obsłużył ponad 50 tys. pasażerów.

## Linie lotnicze i połączenia
| Linia Lotnicza | Kierunek                                                              |
| -------------- | --------------------------------------------------------------------- |
| Air Cairo      | Sezonowo: 1. Kair Sezonowe czartery: 1. Bratysława                    |
| Air Serbia     | Sezonowe czartery: 1. Belgrad                                         |
| Neos           | Sezonowo: 1. Bolonia 2. Mediolan-Malpensa 3. Rzym-Fiumicino 4. Werona |
| Smartwings     | Sezonowe czartery: 1. Katowice 2. Praga                               |